# Eduardo Jorge de Lima
Eduardo Jorge de Lima, mais conhecido como Lima (São Paulo, 22 de agosto de 1920 — São Paulo, 17 de julho de 1973) foi um futebolista brasileiro que atuou como meia.

## Biografia
Paulistano do Bom Retiro, de família humilde, seu pai Jorge José de Lima havia sido um dos pioneiros do futebol brasileiro, atuando no S. C. Internacional da capital paulista em 1901. 
Começou sua carreira no juvenil do pequeno e desconhecido Progresso Nacional, mas lá ficou por pouco tempo, pois o Corinthians que também atuava no distrito do Bom Retiro ofereceu logo uma oportunidade. Já no juvenil do Corinthians sua habilidade continuou chamado a atenção, e olheiros do rival Palestra Itália, indicaram e diretores do Palestra conseguiram atrair o garoto. 
Lima iniciou, então, sua trajetória no clube que marcaria toda a carreira, ainda nos juvenis, mas era tão habilidoso que em poucas semanas passou para equipe extra e logo a seguir para o segundo quadro. Mesmo sendo apenas um garoto, continuou se destacando e assim, em apenas alguns meses estreou na equipe principal ajudando o Palestra a vencer o rival São Paulo. Tornou-se ídolo imediato, passando a ser chamado pela imprensa e pelos torcedores como "o garoto de ouro". 
Ajudou o Palestra a conquistar o título de 1940, e ganhou o prêmio como craque do ano em 1941. Em 1942 quando o Palestra enfrentou enormes pressões em funções da Guerra, Lima foi um dos líderes que levaram o clube até a final contra o São Paulo, quando o Palestra morreu líder (abandonou o nome oficial na posição de líder do campeonato) e o Palmeiras nasceu campeão (vencendo o campeonato em partida contra o São Paulo).
Em 1944 nova conquista estadual, sempre pelo Palmeiras, Taça Cidade de São Paulo em 1945 e 1946, Campeonato Paulista em 1947, e líder na conquista das cinco coroas em 1950/1951 incluindo o 5º título paulista para o Palmeiras em 1951, a 4ª Taça Cidade de São Paulo 1950/1951 e a Copa Rio em 1951, parando somente em 1954, completando a incrível marca de 16 anos pelo clube. 
Uma de suas marcas era o gorro que sempre usava para disfarçar uma calvície precoce. Jamais foi expulso de campo, não revidava agressões e possuía um futebol muito bonito. Artilheiro, destacou-se também nas seleções paulista e brasileira.

## Estatísticas

### Clubes
| Ano               | Clube             | Jogos | Gols |
| ----------------- | ----------------- | ----- | ---- |
| 1938              | Palmeiras         | 5     | 1    |
| 1939              | Palmeiras         | 13    | 4    |
| 1940              | Palmeiras         | 32    | 13   |
| 1941              | Palmeiras         | 36    | 10   |
| 1942              | Palmeiras         | 38    | 22   |
| 1943              | Palmeiras         | 28    | 16   |
| 1944              | Palmeiras         | 23    | 7    |
| 1945              | Palmeiras         | 36    | 17   |
| 1946              | Palmeiras         | 25    | 9    |
| 1947              | Palmeiras         | 33    | 13   |
| 1948              | Palmeiras         | 26    | 4    |
| 1949              | Palmeiras         | 42    | 13   |
| 1950              | Palmeiras         | 23    | 2    |
| 1951              | Palmeiras         | 41    | 13   |
| 1952              | Palmeiras         | 35    | 6    |
| 1953              | Palmeiras         | 21    | 2    |
| 1954              | Palmeiras         | 10    | 1    |
| Total na carreira | Total na carreira | 467   | 153  |

Pelo Palmeiras:
- 467 jogos, 267 vitorias [56%], 103 empates e 97 derrotas.
- 153 gols [0,32 por partida], tornando-se o 4º maior artilheiro da história do clube.

Pela Seleção Brasileira de Futebol
- 10 jogos, 3 gols

## Títulos
Palmeiras
- Copa Rio: 1951
- Torneio Rio-São Paulo: 1951
- Campeonato Paulista: 1940, 1942, 1944, 1947 e 1950
- Taça Cidade de São Paulo: 1945, 1946, 1950, 1951

Seleção Brasileira
- Copa Roca: 1945
- Copa Rio Branco: 1947